# Alex Rodriguez
Alexander Emmanuel Rodriguez (Nova Iorque, 27 de julho de 1975) é um ex-jogador profissional de beisebol dominicano e norte-americano. Apelidado de "A-Rod", atuava como rebatedor designado do New York Yankees da Major League Baseball. Ele também atuou como shortstop no Seattle Mariners e no Texas Rangers.
Rodriguez é considerado um dos mais versáteis jogadores de beisebol de todos os tempos. Ele é o mais jovem jogador a atingir 500 home runs, quebrando o recorde de Jimmie Foxx, definido em 1939.
Em dezembro de 2007, Rodriguez e os Yankees assinaram um acordo de 10 anos, valendo US$ 275 milhões de dólares. Este foi o contrato mais caro da história do beisebol.
Em fevereiro de 2009, Rodriguez admitiu ter usado substâncias proibidas de 2001 a 2003, citando "uma enorme pressão" para jogar bem.
Em abril de 2011, tornou- se o atleta mais bem pago dos Estados Unidos e do mundo, com um índice de 32 milhões de dólares no seu salário anual, segundo um levantamento da Revista ESPN, que era até então liderado pelo golfista Tiger Woods com uma marca de US$ 110 milhões. Dentro desta lista, que inclui os atletas que lideram o ranking de maior salário de cada país, estão tenistas como o suíço Roger Federer, jogadores de futebol como o português Cristiano Ronaldo e pilotos da Fórmula 1 como o brasileiro Felipe Massa, além de outros dois beisebolistas como o mexicano Jorge de la Rosa e o venezuelano Johan Santana.
Rodriguez esteve implicado em um caso de uso de esteroides anabolizantes para melhorar a performance como atleta, um escândalo que vem tomando grandes proporções na MLB. Em fevereiro de 2009, Alex admitiu o uso de esteróides entre os anos de 2001 e 2003, dizendo que "estava sobre enorme pressão" para atuar bem. Em 5 de agosto de 2013, ele foi suspenso por 211 jogos após uma investigação a respeito do abuso de drogas anabolizantes por jogadores de beisebol nos Estados Unidos, o que o manteria fora dos campos até o fim de 2014. Alex, contudo, recorreu da sentença. Sua suspensão foi então reduzida para 162 jogos e ele acabou voltando para o time de Nova Iorque em 2015. É um dos proprietários do Minnesota Timberwolves da NBA.

## Números e honras na carreira
- 14× selecionado para o All-star game (1996–1998, 2000–2008, 2010, 2011)
- 10× vencedor do Silver Slugger Award (1996, 1998–2003, 2005, 2007, 2008)
- 4× vencedor do AL Hank Aaron Award (2001–2003, 2007)
- 3× MVP da Liga Americana (2003, 2005, 2007)
- 2× vencedor da Luva de Ouro (2002, 2003)
- Campeão da World Séries de 2009
- Atleta de maior salário no mundo segundo a Revista ESPN (2011)

## Recordes
| Recorde                                                                         | Total            | Temporada  |
| ------------------------------------------------------------------------------- | ---------------- | ---------- |
| Latino americano com mais home runs                                             | 694              | desde 1994 |
| Natural de Nova York com mais home runs                                         | 694              | desde 1994 |
| Shortstop com mais corridas em uma temporada                                    | 141              | 1996       |
| Mais rebatidas de extra base em uma temporada                                   | 91               | 1996       |
| Melhor percentual de slugging em uma temporada                                  | 63,1%            | 1996       |
| Mais bases em uma temporada                                                     | 393              | 2001       |
| Mais home runs em uma temporada                                                 | 57               | 2002       |
| Mais home runs no mês de abril (empatado)                                       | 14               | 2007       |
| Menor número de jogos para bater 12 home runs no início da temporada (empatado) | 15               | 2007       |
| Menor número de jogos para bater 13 a 14 home runs no início da temporada       | 18               | 2007       |
| Mais jovem a rebater 500 home runs                                              | 32 anos e 8 dias | 2007       |
| Mais home runs como terceira base                                               | 52†              | 2007       |
| Mais bases roubadas em uma temporada com 50 home runs                           | 24*              | 2007       |

†: Em 2007 Rodriguez conseguiu dois home runs como rebatedor designado
*: Empatado com Willie Mays